# 2295 Matusovskij
2295 Matusovskij è un asteroide della fascia principale del diametro medio di circa 21,05 km. Scoperto nel 1977, presenta un'orbita caratterizzata da un semiasse maggiore pari a 2,9027924 UA e da un'eccentricità di 0,0920162, inclinata di 2,50662° rispetto all'eclittica.
L'asteroide è dedicato al poeta sovietico Michail Matusovskij.